# El Carpio de Tajo
El Carpio de Tajo – gmina w Hiszpanii, w prowincji Toledo, w Kastylii-La Mancha, o powierzchni 113,58 km². W 2011 roku gmina liczyła 2154 mieszkańców.